# 椿 (楢型駆逐艦)
|                  | |
| 艦歴             | |
| 計画             | 1917年度 |
| 起工             | 1917年11月5日 |
| 進水             | 1918年2月22日 |
| 就役             | 1918年4月20日 |
| 除籍             | 1935年4月1日 |
| その後           | 1940年4月1日廃駆逐艦第22号と仮称、海軍工機学校の教材に使用 その後、呉の浮桟橋となる                                                    |
| 性能諸元（計画） | |
| 排水量           | 基準：770トン 常備：850トン |
| 全長             | 全長：290 ft 0 in (88.39 m) 垂線間長：275 ft 0 in (83.82 m)                                                                            |
| 全幅             | 25 ft 4 in (7.72 m) |
| 吃水             | 7 ft 10 in (2.39 m) |
| 機関             | 推進：2軸 x 730rpm 主機：ブラウン・カーチス式単式直結タービン 2基 出力：17,500馬力 ボイラー：ロ号艦本式缶 重油専焼2基、石炭重油混焼2基 |
| 速力             | 31.5ノット |
| 燃料             | 重油212トン、石炭98トン |
| 航続距離         | 3,000カイリ / 14ノット |
| 乗員             | 竣工時定員 112名 |
| 兵装             | 45口径三年式12cm単装砲3門 三年式機砲(6.5mm機銃) 2挺 45cm3連装魚雷発射管2基6門                                                          |
| 搭載艇           | 4隻 |

椿（つばき）は、大日本帝国海軍の駆逐艦で、楢型駆逐艦の3番艦である。同名艦に松型駆逐艦の「椿」があるため、こちらは「椿 (初代)」や「椿I」などと表記される。

## 艦歴
1917年（大正6年）11月5日、呉海軍工廠で起工。1918年（大正7年）2月23日午前9時32分進水。同年4月30日竣工
その後、第九駆逐隊に所属。1927年（昭和2年）3月7日に丹後半島で発生した北丹後地震の際には、海上から救護隊を出して網野町などで被災者の救援活動を行った。
1935年（昭和10年）4月1日除籍。1940年（昭和15年）4月1日、廃駆逐艦第22号と仮称、海軍工機学校の教材となる。その後、呉の浮桟橋となる。

## 艦長
※『日本海軍史』第9巻・第10巻の「将官履歴」及び『官報』に基づく。
艤装員長
- 坪井丈左衛門 少佐：1917年12月1日[8] - 1918年3月9日[9]
- （兼）坪井丈左衛門 少佐：1918年3月9日[9] -

駆逐艦長
- 坪井丈左衛門 少佐：1918年3月9日[9] - 12月1日[10]
- 柘植慶太郎 少佐：1918年12月1日[10] -
- （心得）高橋真十郎  大尉：1919年2月6日[11] - 12月1日[12]
- 高橋真十郎 少佐：1919年12月1日[12] - 1920年12月1日[13]
- 横山徳治郎 少佐：1920年12月1日 - 1921年1月20日
- 杉本嘉多雄 少佐：1921年1月20日[14] - 1923年9月1日[15]
- （心得）須賀彦次郎 大尉：1923年9月1日 - 1923年12月1日
- 須賀彦次郎 少佐：1923年12月1日 - 1924年2月5日
- （心得）安富芳介 大尉：1924年2月5日[16] - 不詳
- 安富芳介 少佐：不詳 - 1925年12月1日[17]
- 西岡茂泰 大尉：1925年12月1日 - 1926年12月1日
- 中川浩 大尉：1926年12月1日 - 1928年12月10日
- 阪匡身 少佐：1928年12月10日 - 1929年11月30日
- 成田茂一 少佐：1929年11月30日[18] - 1930年12月1日[19]
- 平山武俊 大尉：1930年12月1日[19] - 1931年12月1日[20]
- （兼）宮崎定栄 大尉：不詳 - 1932年4月1日[21]